# San Gregorio (Cile)
San Gregorio è un comune del Cile della provincia di Magallanes nella regione di Magellano e dell'Antartide Cilena. Al censimento del 2012 possedeva una popolazione di 384 abitanti.

## Società

### Evoluzione demografica
| Censimento del 1992 | Censimento del 2002 |
| 1.643 ab.           | 1.158 ab.           |